# トルトレッラ
トルトレッラ（伊: Tortorella）は、イタリア共和国カンパニア州サレルノ県にある、人口約500人の基礎自治体（コムーネ）。

## 地理

### 位置・広がり

#### 隣接コムーネ
隣接するコムーネは以下の通り。括弧内のPZはポテンツァ県所属を示す。
- カザレット・スパルターノ
- モリジェラーティ
- リヴェッロ (PZ)
- サンタ・マリーナ
- サプリ
- トッラーカ
- ヴィボナーティ